# Сешоар
Сешоарът (от френски: sécher – суша) е електромеханично устройство предназначено за издухване на обикновен или нагорещен въздух, с цел ускоряване изпарението на водните частици от дадено мокро тяло. Използва се в домакинството, фризьорството и строителството (технически сешоар).
Първият сешоар за коса е изобретен от френския стилист Александър Годфрой през 1890 г.

## История
Оригиналният сешоар е изобретен от Александър Годфроа за ползване във фризьорския си салон във Франция и първоначално не е бил преносим или ръчен, а е можел да се използва само като жената седи под него. Каската на сешоара е имала твърд купол, който се спуска и приляга на главата на човека, който иска да изсуши косата си. Горещият въздух се е издухвал навън през малки отвори около вътрешността на каската, така че косата да се изсуши равномерно.
Съвременните каски за сушене на коса са намират предимно в козметични и фризьорски салони. В днешно време, тези уреди са заменени в домакинствата с ръчни сешоари и се използват предимно от хора, които нямат нищо против да прекарат деня си в салон, поради продължителността на времето, което е нужно за изсушаване на косата под фризьорска каска.
Американският изобретател от арменски произход Габриел Казанян е първият, който патентова ръчния сешоар в Америка през 1911 г. Сешоарите в ръчна форма започват да излизат масово на пазара през 1915 г.